# Rehnsköld
Rehnsköld eller Rehnskiöld var en svensk adelsätt som tidigare hette Kewenbringk.

## Historik
Stamfader för ätten var Gerhard Kewenbringk von Rehne, född i Tyskland, som enligt Gabriel Anrep tillhörde en urgammal westfalisk adelsätt och skrivit sig till Keffenbrinck och borgen Rehne innan han måst gå i landsflykt 1567 undan spanska soldater. Hans fru skall ha varit en högadlig dam vid namn Anna Reyerhon. Deras son Johan Kewenbringk var först i fransk tjänst, och lärde i Pavia känna den svenske greven Axel Lewenhaupt varefter han blev dennes hovmästare och sedan hauptman över grevens gods i Sverige. Johan Kewenbrinck införskaffade godset Bratthälla i Västergötland. Hans hustru hette Anna Jonsdotter och de uppges ha fått 22 barn.
Två av deras söner blev stamfäder för var sin adlig ätt, nämligen vicepresidenten Axel Johansson vars son adlades Kewenbrinck, och Antoni Hanssons son.
Antoni Hansson Kewenbringk var borgare i Stockholm och kyrkovärd i St Marie församling, och gift med en syster till överste Henrik Andersson. Deras son Gerdt Antonisson (1610-1658) blev 1639 kamrerare över hela Pommern, sedermera överkamrerare över Mecklenburg, Pommern och Marck, rikskammarråd och regeringsråd i Pommern samt kurator över universitetet i Greifswald. Denne Antoni Hansson adlades med namnet Rehnsköld år 1639 och introducerades på svenska riddarhuset 1640 på nummer 270. Han skrev sig till Gribenow, Hohenwardt och Willershusen i Pommern och Stensätra i Södermanland.
Antoni Rehnsköld var gift tre gånger och fick många barn. Första hustrun tillhörde den brandenburgska adeln, andra hustrun, Birgitta Torskeskål, tillhörde en adelsätt från Västergötland och tredje hustrun var dotter till krigssrådet Thomas Gärffelt.
En son i andra äktenskapet, Johan Adolf Rehnskiöld, var statssekreterare och hovråd hos Karl XI, och en annan, Carl Gustaf Rehnskiöld, upphöjdes till greve nummer 48. Den adliga ätten nummer 270 och den grevliga ätten nummer 48 slocknade 1722.